# Mário Teixeira Malheiros
Mário Teixeira Malheiros foi um administrador colonial português.

## Biografia
Exerceu o cargo de Governador-Geral da Colónia de Angola em 1915, tendo sido antecedido por José Norton de Matos e sucedido por António Pereira de Eça.